# Пластинация
Пластинацията е метод за мумифициране на тъкани и органи. Разработен в края на 70-те години на 20 век, методът се свежда до вакуумиращо третиране на мъртвите тъкани с епоксидна смола, силикон и различни полимери, при което се блокират процесите на разложение за неопределено време, като 70-те процента вода в човешкото тяло се заместват с коктейл от изкуствени съединения, а тъканите се запазват в идеално състояние, без мирис и без отделяне на токсични вещества. Запазва се и оригиналната структура и релеф на клетките на микроскопско ниво.
Откривателят и популяризаторът на пластинацията, Гюнтер фон Хагенс, е известен с това, че организира публични изложби на пластинирани човешки трупове.